# Tunafors

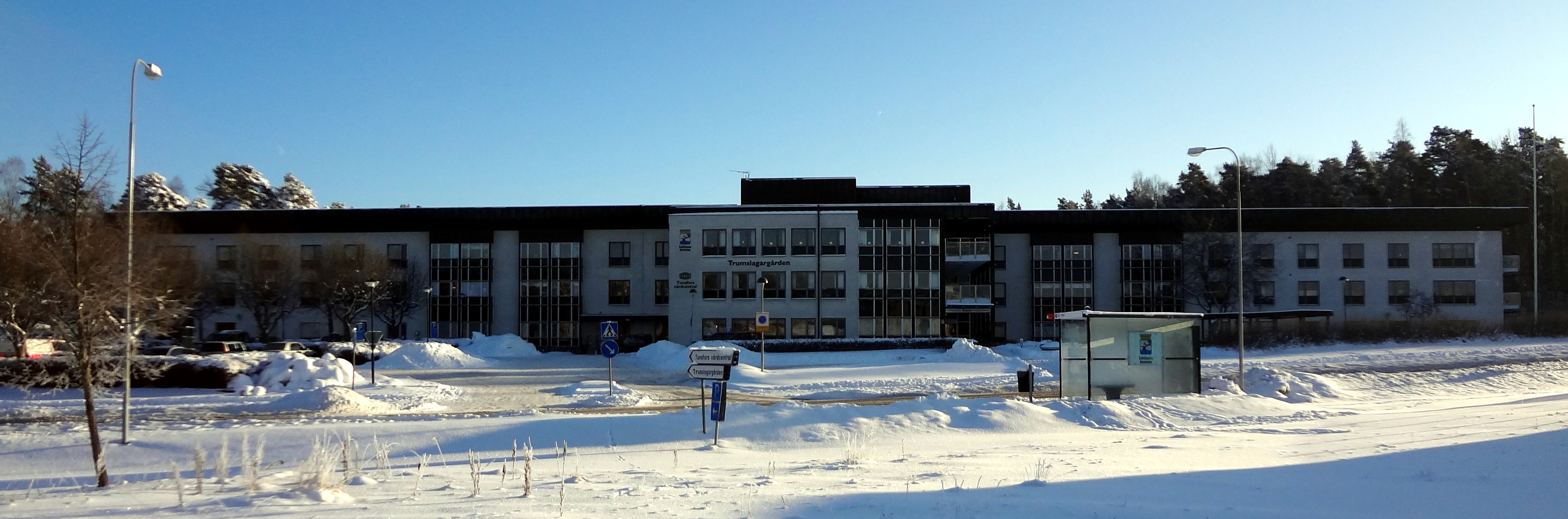
Tunafors vårdcentral.

Tunafors är en stadsdel i Eskilstuna som delvis ligger längs Eskilstunaån. Bebyggelsen består av äldre höghus från 1950-talet samt längs ån av hus från tidigt 1900-tal. Stadsdelen har också viss villabebyggelse. Huvudgator genom Tunafors är Stenkvistavägen, Lohegatan, Vasavägen samt Eskilsgatan.
Idrottsföreningar som är knutna till stadsdelen är Tunafors SK samt Eskilstuna Södra FF. Tunafors har egen vårdcentral.